# Gurpurb
Gurpurb désigne le festival donné en l'honneur de la naissance ou de la mort d'un des gourous fondateurs du sikhisme.
Gurpurb est formé à partir de deux mots : Guru : le maître spirituel ; et purb : la fête, la célébration.
Il est écrit dans le Guru Granth Sahib, page 951, qu'il faut célébrer les anciens. Aujourd'hui, pour le jour de la naissance de Guru Nanak, de Guru Hargobind, le martyre de Guru Arjan, des cartes postales sont publiées, comme pour le nouvel an, ou Noël, en occident. Pour ces fêtes sikhes, il est d'usage de mettre en place un Akhand Path : une lecture continue de 48 heures du Guru Granth Sahib dans le gurdwara, le temple sikh, ou en procession. Localement, au Penjab, ou dans d'autres parties de l'Inde, des célébrations sikhes ont lieu à des dates anniversaires comme pour des centenaires de personnes qui ont compté dans l'histoire de cette religion.